# Claus Peter Flor
Claus Peter Flor  est un chef d'orchestre allemand, né le 16 mars 1953 à Leipzig.

## Biographie
Il étudie d'abord le violon à Weimar et à Leipzig avant de se tourner vers la direction d'orchestre qu'il apprend avec Rolf Reuter, Rafael Kubelik et Kurt Sanderling.
Il dirige d'abord en Europe au Berliner Sinfonie-Orchester et à l'Orchestre de la Tonhalle de Zurich. En 1979, il remporte le Concours international de chefs d'orchestre Grzegorz Fitelberg, à Katowice. En 1984, il devient directeur musical du Konzerthausorchester Berlin. Depuis, il occupe régulièrement des postes auprès de plusieurs orchestres renommés, notamment l'Orchestre philharmonique de Malaisie et l'Orchestra Sinfonica di Milano.
Il est actuellement principal chef invité de l'Orchestre symphonique de l'Ouest de l'Australie à Perth, où il a dirigé le Te Deum d'Hector Berlioz au Perth Concert Hall.
En février 2018 il a dirigé La Walkyrie de Richard Wagner au Théâtre du Capitole de Toulouse.

## Répertoire
Reconnu pour sa maîtrise du répertoire symphonique allemand et autrichien, Claus Peter Flor a enregistré de nombreux albums. Avec l'Orchestre symphonique de Bamberg, il a enregistré une intégrale des œuvres symphoniques de Felix Mendelssohn qui reste aujourd'hui encore une référence.